# Dove Valley, Colorado
Dove Valley är en ort (CDP) i Arapahoe County, i delstaten Colorado, USA. Enligt United States Census Bureau har orten en folkmängd på 5 243 invånare (2010) och en landarea på 9,7 km².